# Джон Сауттар
Джон Сауттар (англ. John Souttar; 25 вересня 1996, Абердин, Шотландія) — шотландський футболіст, захисник клубу «Рейнджерс» та збірної Шотландії .

## Клубна кар'єра
Вихованець клубу «Данді Юнайтед». 2 січня 2013 року в матчі проти «Абердина» він дебютував у шотландській Прем'єр-лізі. 1 січня 2014 року в поєдинку проти «Абердина» Джон забив свій перший гол за «Данді Юнайтед». У тому ж році він допоміг клубу вийти у фінал Кубка Шотландії. Загалом він зіграв сімдесят три матчі у всіх змаганнях, забив двічі.
На початку 2016 року Сауттар перейшов у «Гарт оф Мідлотіан». 10 лютого в матчі проти «Росс Каунті» він дебютував за нову команду . У 2018 році в поєдинку проти «Партік Тісл» Джон забив свій перший гол за «Гартс».
14 січня 2022 року «Рейнджерс» оголосив, що Сауттар підписав попередній контракт з клубом і приєднається до їх команди влітку 2022 року, коли закінчиться його контракт з «Гартсом».

## Міжнародна кар'єра
Сауттар виступав за юнацькі та молодіжну збірні Шотландії.
7 вересня 2018 року в товариському матчі проти збірної Бельгії (0:4) Сауттар дебютував за національну збірну Шотландії. 15 листопада 2021 року він забив свій перший гол у матчі відбору на чемпіонат світу 2022 року проти Данії (2:0).

## Титули і досягнення
- Володар Кубка шотландської ліги (1):

«Рейнджерс»: 2023/24